# Monte Catalfano
Il Monte Catalfano è una montagna della Sicilia occidentale, in provincia di Palermo.

## Etimologia
L'etimologia, di matrice araba, è incerta: la prima parte è riconducibile a qal'at (قلعة, «rocca»), mentre il secondo elemento potrebbe derivare da ḥalfān («giuramento») o dal dio preislamico delle acque Ḥalfān. Secondo Michele Amari, la parte terminale del toponimo sarebbe invece di origine greca (φανός, fanos, ossia «segnale»).
Attestato nel 1573 come Ialfano dal geografo Tommaso Fazello e Alfanu dalla tradizione popolare, durante il XVII secolo il toponimo risulta nell'attuale forma Catalfano, forma contratta di Calatafano; quest'ultima è attestata nel 1759 da Vito Maria Amico nel Lexicon topographicum siculum.

## Territorio
La montagna, di natura calcarea, si protende nel Mar Tirreno con il promontorio di Capo Zafferano. Nel corpo roccioso si aprono alcune profonde cavità (gli zubbi) che accolgono importanti popolazioni entomologiche. Tra questi, lo Zubbio di Cozzo San Pietro, la Grotta dell'Eremita e la Grotta di Cala dell'Osta.

## Flora
La flora, tipicamente mediterranea, annovera Chamaerops humilis, Pistacia lentiscus, Euphorbia dendroides, Artemisia arborescens e numerose specie di orchidee (Ophrys bombyliflora, Ophrys mirabilis, Ophrys lunulata, Ophrys oxyrrhynchos, Ophrys explanata, Neotinea commutata e Orchis brancifortii).

## Fauna
L'avifauna comprende, tra l'altro, il falco pellegrino, il gheppio, la poiana, il piccione selvatico, la tortora dal collare e il cardellino.